# Molotra suzannae
Espèce
Molotra suzannae est une espèce d'araignées aranéomorphes de la famille des Oonopidae.

## Distribution
Cette espèce est endémique de l'Alaotra-Mangoro à Madagascar,. Elle se rencontre à 960 m d'altitude dans la forêt Didy.

## Description
Le mâle holotype mesure 1,95 mm et la femelle paratype 2,04 mm.

## Étymologie
Cette espèce est nommée en l'honneur de Suzanne Ubick l'épouse de Darrell Ubick.

## Publication originale
- Ubick & Griswold, 2011 : The Malagasy goblin spiders of the new genus Molotra (Araneae, Oonopidae). American Museum Novitates, no 3729, p. 1-69 (texte intégral).